# Barbara Oldfield
Barbara Oldfield (* 1. August 1950 in Busselton) ist eine ehemalige australische Squashspielerin.

## Karriere
Barbara Oldfield war insbesondere in den 1980er-Jahren als Squashspielerin aktiv. Ihre höchste Platzierung in der Weltrangliste erreichte sie mit Rang sechs im Jahr 1981. Mit der australischen Nationalmannschaft wurde sie 1981 Weltmeisterin. Im Finale gegen England verlor sie zwar ihre Partie gegen Sue Cogswell in fünf Sätzen, Rhonda Thorne und Vicki Hoffman sorgten durch ihre Siege aber für den letztlichen 2:1-Gesamtsieg.
1981 und 1983 nahm sie an den Weltmeisterschaften im Einzel teil. 1981 scheiterte sie in der dritten Runde an Angela Smith, 1983 schied sie in der zweiten Runde gegen Vicki Cardwell aus. Bei den British Open erreichte sie 1982 das Halbfinale.
Oldfield wurde in die Hall of Fame der Squash Rackets Association of Western Australia aufgenommen.

## Erfolge
- Weltmeisterin mit der Mannschaft: 1981